# 竜崎勝
竜崎 勝（りゅうざき かつ、1940年（昭和15年）3月25日 - 1984年（昭和59年）12月18日）は、日本の俳優・グルメレポーター。本名および旧芸名は高島 史旭（たかしま ふみあき）。長男は元俳優の高島郷、長女はフリーアナウンサーの高島彩。
東京都世田谷区出身。出生地は高知県高知市で、法政大学経済学部卒業。

## 人物
法政大学4年在学中、日活ニューフェイス（第5期）に合格。第5期の同期に高橋英樹や中尾彬がいた。
その後、劇団俳優座付属養成所を経て文学座の研究生となる。俳優座養成所には1963年に第15期生として入所しており、同期は夏八木勲、栗原小巻、原田芳雄、前田吟、林隆三、地井武男、高橋長英、秋野太作、浜畑賢吉、赤座美代子、太地喜和子、小野武彦、村井国夫、柴田侊彦、溝口舜亮らがおり、後に「花の15期生」と呼ばれた。文学座では劇団員になれぬまま退団した。
本名でテレビドラマ『顎十郎捕物帳』（TBS）で主演の若林豪演じる顎十郎と競い合う同心・藤波友衛役でレギュラー出演後、1969年『絢爛たる復讐』（NET）の主役に抜擢され、竜崎勝に改名する。
竜崎勝に改名後は『飢える魂』（1972年・CX）などの昼ドラや、『赤い靴』（1972年・TBS）などのテレビドラマで活躍する。
1970年代後半に胃潰瘍を発症し、一時は回復するが1984年11月になり体調不良を訴えるようになり、通院しながらレギュラー出演していたテレビドラマ『転校少女Y』の撮影に参加。その後容体が急変、1984年12月18日午前1時に国立東京第二病院（現・国立病院機構東京医療センター）で肝硬変のため死去した。44歳没。この日は『転校少女Y』の放送日でもあり、番組内で追悼のテロップが流された。
追悼出版に峰尾静彦『役者の戦死』（講談社、1986年）がある。

## 出演

### 映画
- 暗黒街の静かな男（1961年、日活）[注釈 1]
- 花と竜（1962年、日活） - 山下組組員[注釈 1]
- 男と男の生きる街（1962年、日活） - 刑事[注釈 1]
- 何もかも狂ってやがる（1962年、日活） - 刑事[注釈 1]
- 金瓶梅（1968年、松竹） - 武松[注釈 1]
- ノストラダムスの大予言（1974年、東宝） - 大根[5]
- 必殺仕掛人 春雪仕掛針（1974年、松竹） - 三上
- 八甲田山（1977年、東宝） - 永野軍医
- 白昼の死角（1979年、東映） - 木島良助
- それぞれの旅立ち（1985年、中山映画）

### テレビドラマ
- 大河ドラマ（NHK）
  - 源義経（1966年） - 串崎の漁師[注釈 1]
  - 竜馬がゆく（1968年） - 池田寅之進[注釈 1]
  - 勝海舟（1974年） - 小曽根英四郎
  - 元禄太平記（1975年） - 大高源吾
  - 花神（1977年） - 近藤勇
  - 峠の群像（1982年） - 田村右京大夫
  - 徳川家康（1983年） - 丹羽長秀
  - 山河燃ゆ（1984年） - 久永中尉
- 三匹の侍 第5シリーズ 第4話「狼が死んだ」（1967年、CX） - 楢木誠四郎[注釈 1]
- 顎十郎捕物帳（1968年、TBS） - 藤波友衛[注釈 1]
- 特別機動捜査隊 第370話「挑戦」（1968年、NET） - 伊達五郎[注釈 1]
- 絢爛たる復讐（1969年、NET）
- 鬼平犯科帳（1969年 - 1970年、1971年 - 1972年、NET） - 酒井祐助
- 水戸黄門（TBS / C.A.L）
  - 第2部 第23話「謀略の渦 -福井-」（1970年） - 廣尾信次郎
  - 第6部 第21話「ど根性河内 -八尾-」（1975年） - 八田登十郎
- 天下御免（1971-1972年、NHK）- 高松藩主・松平頼恭
- 大忠臣蔵（1971年、NET） - 大石三平
- ワン・ツウ アタック! （1971年、12ch） - ジャガー工業・松岡監督
- 人形佐七捕物帳 第5話「折れた扇子」（1971年、NET） - 宇月一瓢
- レッツ・ゴー ミュンヘン!（1971年、12ch） - ジャガー工業・松岡監督
- シルバー仮面 第9話「見知らぬ街に追われて」（1972年、TBS） - 鬼頭警部
- 弥次喜多隠密道中 第25話「鷹の巣谷の対決」（1972年、NTV）
- おらんだ左近事件帖 第16話「五年目の恋」（1972年、CX） - 津川伊織
- 赤い靴（1972年 - 1973年、TBS） - 勝山隆
- 飢える魂（1972年、CX） - 立花烈
- 荒野の素浪人（NET）
  - 第1シリーズ（1972年）
    - 第6話「略奪 眠れる埋蔵金」 - 松村寿庵
    - 第21話「激闘 竜神峡の反乱」 - 千崎伊三郎

  - 第2シリーズ（1974年）
    - 第9話「流浪の女」 - 佐倉源内
    - 第12話「鬼火の谷」 - 多聞
    - 第34話「傷だらけの勇者」 - 門馬兵之進
- 火曜日の女 / 男と女と（1973年、NTV） - 江崎則行
- 大江戸捜査網（12ch）
  - 第92話「殺しの招待状」（1975年） - 政吉
  - 第104話「勢揃い隠密同心」（1973年） - 伝次郎
  - 第123話「人斬り稼業に明日はない」（1974年） - 伊村新兵衛
  - 第162話「人斬りに惚れた女」（1974年） - 錠吉
  - 第174話「命の鍵をあけろ!」（1975年） - 幻の辰次
  - 新・大江戸捜査網 第19話「夜霧の津軽三味線」（1984年） - 望月采女
- 赤ひげ 第29話「誤診」（1973年、NHK）
- 遠山の金さん捕物帳 第157話「顔のつぶれた男」（1973年、NET） - 弥三郎
- 荒野の用心棒 第17話「死の谷に必殺弾が走って…」（1973年、NET） - 牧村弥九郎
- 剣客商売 第21話「逆転仇討ち」（1973年、CX） -  高木左門
- 子連れ狼（NTV） 
  - 第1部 第24話「なみだ糸」（1973年） - 笠間大輔
  - 第2部 第22話「水鷗流斬馬刀」（1974年） - 別所主水
  - 第3部 第1話「狼止メ衆は不死にて候」（1976年） - 羽斗玄武
- 風の中のあいつ（1973年、TBS） - 犬上群次郎
- 伝七捕物帳 第1話「母恋い太鼓」（1973年、NTV） - 大月左近
- 水滸伝 第1話「大宋国の流星」（1973年、NTV） - 玄竜
- ウルトラマンタロウ 第33話「ウルトラの国大爆発5秒前!」、第34話「ウルトラ6兄弟最後の日!」（1973年、TBS） - 大谷博士
- 江戸を斬る 梓右近隠密帳 第8話「喜内のにわか彦左」（1973年、TBS） - 角谷平馬
- 銀河テレビ小説（NHK）
  - 恋とコーヒー（1974年） - 塔之本勉
- 白い牙 第10話「暴力の静かな足音」（1974年、NTV） - 坂井達也
- 華麗なる一族（1974年、MBS） - 榎本司
- バーディー大作戦 （TBS）  
  - 第29話「浮気の計算書」（1974年） - 北村
  - 第46話「芸術的に女を殺せ!」（1975年） - 大木満
- 右門捕物帖 第45話「ふりむいた女」（1975年、NET） - 蓑助
- ザ★ゴリラ7 第1話「武装強盗団」（1975年、NET） - 遊佐
- 長崎犯科帳 第6話「虎の罠を噛み破れ」（1975年、NTV） - 要屋五兵衛
- 剣と風と子守唄 第10話「華麗なる刺客」（1975年、NTV） - 緒方哲之介
- 遠山の金さん 第1シリーズ　第25話「死神を封じ込め!」（1976年、NET） - 土井大炊頭
- 破れ傘刀舟 悪人狩り（1976年、NET）
  - 第73話「入れ墨の挽歌」 - 佐太郎
  - 第98話「死神のくれた赤ん坊」 - 磯貝新兵衛
- 明治の群像 海に火輪を（1976年、NHK）
  - 第2話「大隈重信〜明治14年の政変〜」 - 矢野文雄
  - 第9話「日英同盟」、第10話「小村寿太郎」 - 山本権兵衛
- 非情のライセンス 第2シリーズ 第73話「兇悪のノクターン」（1976年、NET） - 川口秀一
- 人魚亭異聞 無法街の素浪人 第15話「愛と死のバラード」（1976年、NET） - 梅沢辰次
- 雲のじゅうたん（1976年、NHK） - 稲葉忠裕
- 銭形平次（CX）
  - 第588話「白浪ざんげ」（1976年） - 千吉
  - 第739話「愛の墓標」（1980年） - 松岡清兵ヱ
  - 第843話「十五年目の春」（1983年）
- いろはの"い" 第13話「仲人」（1976年、NTV） - 岡本一郎
- ライオン奥様劇場 / 未亡人有希子（1977年、CX）
- 華麗なる刑事 第3話「人質交換」（1977年、CX） - 香山
- 人形佐七捕物帳 第6話「音羽の猫は金の爪」（1977年、、ANB） - 岡本欣吾
- NHK特集 / 日本の戦後 第2集「サンルームの二時間 憲法GHQ案の衝撃」（1977年、NHK） - 白洲次郎
- 江戸の旋風（第3シリーズ） 第38話「隅田の風呂船」（1978年、CX）
- 新・木枯し紋次郎 第21話「命は一度捨てるもの」（1978年、12ch） - 三本杉の長兵衛
- 東京メグレ警視シリーズ 第8話「警視と口の固い証人たち」（1978年、ABC）
- 江戸の渦潮（1978年、CX） - 町方同心・倉持
- 愛の終着駅（1978年、TBS）
- ポーラ名作劇場 / みずきの花匂うとき（1978年、ANB）
- ドラマ人間模様 / 花々と星々と（1978年、NHK） - 犬養健
- 不毛地帯（1979年、MBS） - 神森　※病気により途中降板
- ちょっとマイウェイ 第23話「女の好奇心が燃えたのよ」（1980年、NTV） - フラミンゴの龍二
- 桃太郎侍 第186話「つばめの子育て日記」（1980年、NTV） - 林圭山
- 西部警察 第44話「ロング・グッドバイ」（1980年、ANB） - 小出
- 走れ!熱血刑事（1980年 - 1981年、ANB） - 戸塚信吾
- 男子の本懐（1981年、NHK） - 若槻禮次郎
- それからの武蔵（1981年、TX） - 高田又兵衛
- プロハンター 第18話「夕陽に赤い帆」（1981年、NTV） - 海野
- 鬼平犯科帳（ANB / 東宝）　※萬屋錦之介版
  - 第2シリーズ 第11話「乞食坊主」（1981年） - 菅野伊介
  - 第3シリーズ 第16話「深川・千鳥橋」（1982年） - 万三
- 竜馬がゆく（1982年、TX） - 桂小五郎
- 花王 愛の劇場 / 赤い関係（1982年、TBS）
- 時代劇スペシャル（1983年、CX)
  - 花隠密 - 伊達宗紀
  - お庭番秘聞 暗殺者 - 戸田忠春
- 太陽にほえろ! 第543話「すりへった靴」（1983年、NTV） - 島田信二
- 壬生の恋歌（1983年、NHK大阪） - 伊東甲子太郎
- 部長刑事（1983年、朝日放送） - 爆弾魔
- 若き血に燃ゆる〜福沢諭吉と明治の群像 （1984年、TX）
- 新ハングマン 第24話「婚約娘を襲う誘拐株式会社」（1984年、ABC） - 横川達彦
- 流れ星佐吉 第4話「恋と盗みの大勝負」（1984年、KTV）
- 土曜ワイド劇場 / ガラスの断崖（1984年、ANB）
- 暴れ九庵 第9話「哀れ! それでも夫婦」（1984年、KTV） - 七五郎
- 火曜サスペンス劇場 / 裏切りのフィナーレ（1984年、NTV） - 森本拓郎
- 転校少女Y（1984年、TBS） - 筒井俊信 ※遺作

### その他のテレビ番組
- くいしん坊!万才（1977年4月 - 1978年12月、CX） - 2代目リポーター
- ハーイ! 2時です（1977年 - 1978年3月、12ch） - 月曜司会[6]